# Catoptria pandora
Catoptria pandora là một loài bướm đêm trong họ Crambidae.